# Museu Casa do Pontal
O Museu Casa do Pontal é um museu particular que abriga o maior acervo de arte popular e artesanato do Brasil, sendo o mais importante do país nesta área cultural; foi criado pelo francês naturalizado brasileiro Jacques van de Beuque Está localizado atualmente na Barra da Tijuca (anteriormente ficava no bairro do Recreio dos Bandeirantes), Rio de Janeiro. É "uma referência turística e antropológica não só no Brasil, mas em todo o mundo" de acordo com o International Council of Museums (ICOM), órgão associado à Unesco.MATTOS, Juliana Paula Lima de. (2013). A construção do artista popular e sua obra: a trajetória de Adalton Fernandes Lopes no Museu Casa do Pontal (PDF) (Dissertação de Mestrado). Rio de Janeiro: Universidade Federal do Estado do Rio de Janeiro (UniRio). 84 páginas. Consultado em 23 de abril de 2024</ref>

## Aspectos gerais
O acervo foi reunido por Jacques van de Beuque, que em 1974, adquiriu um sítio na Estrada do Pontal para guardar estas peças de sua coleção particular, local este que era até então distante da área urbana da cidade do Rio de Janeiro. Em 1976 ele promove uma exposição de sua coleção no Museu de Arte Moderna do Rio de Janeiro (MAM), que foi considerada a maior e mais completa exposição de arte popular brasileira até então. Tal exposição foi bastante visitada, registrando um fluxo médio de 5 mil pessoas a cada final de semana; tal acontecimento estimulou Jacques a realizar adaptações e obras em seu sítio com o objetivo de torna-lo um museu em 1977; e em 1986 é concluído o projeto de criação da "exposição permanente" da ainda chamada Casa do Pontal. Em 1996 a instituição se adapta para tornar-se um museu criando um plano diretor, passando a se denominar Museu Casa do Pontal.
O acervo do museu é composto pela produção realizada por cerca de 200 artistas desde o início do século XX, envolvendo 8.000 peças, entre esculturas, bonecos, entalhes, modelagens e mecanismos articulados, produzidas com o uso de barro, madeira, tecido, areia, ferro, alumínio, miolo de pão, palha e arame., e continua sendo atualizado com parcerias e colaborações diversas. Atualmente, é administrado pela antropóloga e nora do criador, Ângela Mascelani que é a diretora artística do museu.. 
Entre os exemplares estão bonecos de Mestre Vitalino, Zé Cabloco e Manuel Eudócio que retratam os costumes de festas do interior do Brasil. Os tipos brasileiros como vaqueiros, cangaceiros, integrantes de escolas de samba, noivos em trajes de casamento também estão representados. Peças de Noemisa, Antonio Porteiro, Adailton Lopes e Mestre Didi também compõem o acervo.
O Museu do Pontal e seu acervo, por iniciativa do filho de Jacques, o matemático e filósofo Guy Van de Beuque, tornaram-se patrimônios cariocas tombados como patrimônio pelo município desde 1991, Em 1996, a instituição recebeu o Prêmio Rodrigo de Melo Franco de Andrade, concedido pelo IPHAN. Já em 2005 o museu ganha a Ordem do Mérito Cultural, dada pelo Governo Federal e o Ministério da Cultura a pessoas e instituições com relevantes contribuições à cultura brasileira.
Segundo dados de 2010, 40 mil pessoas, sendo estudantes a maioria, o visitam por ano, o equivalente a cerca de 111 por dia.

## Mudança de sede
A sede do Museu Casa do Pontal no Recreio dos Bandeirantes foi repetidas vezes inundada pelas águas das chuvas. Em 2019, os herdeiros de Jacques van de Beuque, notoriamente Lucas Van de Beuque, lançou um projeto de financiamento coletivo para a construção de uma nova sede, angariando doações de entidades, empresas e particulares. Depois de uma oitava inundação em março de 2020, o museu foi definitivamente fechado, aguardando a mudança. 
Em outubro de 2021, o Museu do Pontal reabriu para o público em novo endereço, na Av. Célia Ribeiro da Silva Mendes, Barra da Tijuca,  em um terreno de 14 mil metros quadrados, dos quais 10 mil são de área verde. A nova sede, moderna, funcional e sustentável, foi projetada pelos Arquitetos Associados, responsáveis por algumas galerias de Inhotim. O paisagismo é assinado pelo Escritório Burle Marx. Devido a importância do Museu para a cidade do Rio de Janeiro, o terreno para o funcionamento do equipamento cultural foi cedido pela Prefeitura do Rio ainda em 2016, durante a gestão do prefeito Eduardo Paes, a Prefeitura também viabilizou que as construtoras fossem responsáveis em erguer o novo museu, em contrapartida pelas obras que estavam sendo realizadas na cidade naquela época.

## Projetos
Além de estar aberto para visitação pública, o museu desenvolve um projeto de educação patrimonial, com a exposição teatralizada do acervo com a participação de "arte-educadores". Músicas de cancioneiros populares e textos de literatura de cordel, acompanhados por violão, acompanham a visita . 